# Ștefănești (Botoșani)
Ștefănești es una ciudad con estatus de oraș de Rumania ubicada en el distrito de Botoșani.
Según el censo de 2011, tiene 5314 habitantes, mientras que en el censo de 2002 tenía 5628 habitantes. La mayoría de la población es de etnia rumana (85,94 %), con una minoría de gitanos (8,9 %).
La mayoría de los habitantes son cristianos de la Iglesia Ortodoxa Rumana (93,16 %).
Se conoce su existencia desde 1435. Adquirió rango urbano en 2004. Los pueblos de Bădiuți, Bobulești, Stânca y Ștefănești-Sat son pedanías de la ciudad.
Se ubica en el este del distrito, sobre la carretera 24C, que transcurre paralela a la frontera del distrito con la República de Moldavia, a orillas del río Prut. Al oeste de Ștefănești sale la carretera 29D, que lleva a Botoșani.